# Championnat de Hong Kong de football 1956-1957
Navigation
Saison précédente Saison suivante
La saison 1956-1957 du Championnat de Hong Kong de football est la douzième édition de la première division à Hong Kong, la First Division League. Elle regroupe, sous forme d'une poule unique, les treize meilleures équipes du pays qui se rencontrent deux fois, à domicile et à l'extérieur. Pour la première fois dans l'histoire de la compétition, un système de promotion-relégation est mis en place en fin de saison : les deux derniers du classement sont relégués et remplacés par les deux meilleurs clubs de Second Division League, la deuxième division hongkongaise.
C'est le club de South China AA qui remporte le championnat cette saison après avoir terminé en tête du classement final, avec quatre points d'avance sur Kitchee SC et six sur un duo composé de Kowloon Motor Bus FC et du tenant du titre, Eastern AA. C'est le sixième titre de champion de Hong Kong de l'histoire du club.

## Clubs participants
- Kitchee SC
- Kowloon Motor Bus FC
- Chinese AA
- South China AA
- Eastern AA
- Saint Joseph's FC
- Sing Tao SC
- Hong Kong FC
- Kwong Wah AA
- Army XI
- Royal Air Force FC
- Hong Kong Police FC
- Royal Navy FC

## Compétition
Le barème de points servant à établir les classements se décompose ainsi :
- Victoire : 2 points
- Match nul : 1 point
- Défaite : 0 point

### Classement
| Rang | Équipe               | Pts | J  | G  | N | P  | Bp  | Bc  | Diff |
| ---- | -------------------- | --- | -- | -- | - | -- | --- | --- | ---- |
| 1    | South China AA       | 42  | 24 | 21 | 0 | 3  | 126 | 40  | +86  |
| 2    | Kitchee SC           | 38  | 24 | 17 | 4 | 3  | 75  | 36  | +39  |
| 3    | Kowloon Motor Bus FC | 36  | 24 | 17 | 2 | 5  | 90  | 36  | +54  |
| 4    | Eastern AAT          | 36  | 24 | 16 | 4 | 4  | 70  | 37  | +33  |
| 5    | Army XI              | 28  | 24 | 11 | 6 | 7  | 51  | 43  | +8   |
| 6    | Royal Air Force FC   | 27  | 24 | 12 | 3 | 9  | 69  | 40  | +29  |
| 7    | Hong Kong Police FC  | 21  | 24 | 8  | 5 | 11 | 57  | 81  | -24  |
| 8    | Kwong Wah AA         | 20  | 24 | 8  | 4 | 12 | 54  | 56  | -2   |
| 9    | Sing Tao SC          | 18  | 24 | 6  | 6 | 12 | 42  | 56  | -14  |
| 10   | Chinese AA           | 17  | 24 | 7  | 3 | 14 | 45  | 71  | -26  |
| 11   | Hong Kong FC         | 16  | 24 | 5  | 6 | 13 | 53  | 82  | -29  |
| 12   | Saint Joseph's FC    | 11  | 24 | 3  | 5 | 16 | 31  | 92  | -61  |
| 13   | Royal Navy FC        | 2   | 24 | 1  | 0 | 23 | 38  | 131 | -93  |

|  | Champion de Hong Kong 1957              |
|  | Relégation directe en deuxième division |
|  | T : Tenant du titre                     |

## Bilan de la saison
| Championnat de Hong Kong de football 1956-1957 |                           |
| Champion                                       | South China AA (6e titre) |
| Coupes et trophées                             |                           |
| Vainqueur de la Coupe de Hong Kong 1956-1957   | Non disputée              |
| Promotions et relégations                      |                           |
| Promus en First Division League                | Jardines SA               |
| Promus en First Division League                | Tung Wah FC               |
| Relégués en Second Division League             | Saint Joseph's FC         |
| Relégués en Second Division League             | Royal Navy FC             |